# Moerasweegbree
De moerasweegbree (Baldellia ranunculoides) is een plantensoort uit de waterweegbreefamilie (Alismataceae). De soort komt voor op de Azoren, de Canarische Eilanden, Ierland en het Verenigd Koninkrijk in het westen tot in Turkije en Syrië in het oosten en van Noord-Afrika in het zuiden tot in Zweden in het noorden. De soort staat op de Rode Lijst van de IUCN geklasseerd als 'gevoelig'.

## Ondersoorten
- Baldellia ranunculoides subsp. ranunculoides (Stijve moerasweegbree)
- Baldellia ranunculoides subsp. cavanillesii
- Baldellia ranunculoides subsp. repens Kruipende moerasweegbree

... · 
B. alpestris · 
B. ranunculoides · 
B. ranunculoides subsp. ranunculoides (stijve moerasweegbree) · 
B. ranunculoides subsp. repens (kruipende moerasweegbree) · 
B. repens · 
...